# Bettens
Bettens ist eine politische Gemeinde im Bezirk Gros-de-Vaud des Kantons Waadt in der Schweiz.

## Geographie
Bettens liegt auf 584 m ü. M., 13 km nordnordwestlich der Kantonshauptstadt Lausanne (Luftlinie). Das Dorf erstreckt sich auf einer Anhöhe der Hochfläche des Gros de Vaud, im Waadtländer Mittelland, östlich des Tals der Venoge.
Die Fläche des 3,7 km² grossen Gemeindegebiets umfasst einen Abschnitt der leicht nach Westen abfallenden Hochfläche des Gros de Vaud, der Kornkammer des Kantons Waadt. Die westliche Begrenzung bildet der Bach Ruisseau de Pra Gouma, im Süden verläuft die Grenze entlang des Baches Ruisseau de Malomba; beide entwässern das Gebiet zur Venoge. Nach Osten erstreckt sich der Gemeindeboden auf die leicht gewellte Hochfläche bis zum Naturschutzgebiet Lac Coffy. Der höchste Punkt von Bettens wird mit 613 m ü. M. im Südosten im Wald Bois Ramel erreicht. Von der Gemeindefläche entfielen 1997 17 % auf Siedlungen, 13 % auf Wald und Gehölze, 69 % auf Landwirtschaft und etwas weniger als 1 % war unproduktives Land.
Zu Bettens gehören mehrere Einzelhöfe. Die Nachbargemeinden von Bettens sind im Südosten Boussens, im Süden Bournens, im Westen Daillens, im Norden Oulens-sous-Echallens, im Nordosten Saint-Barthélemy und im Osten Assens.

## Bevölkerung
Mit 644 Einwohnern (Stand 31. Dezember 2023) gehört Bettens zu den kleinen Gemeinden des Kantons Waadt. Von den Bewohnern sind 94,2 % französischsprachig, 4,2 % deutschsprachig und 1,2 % italienischsprachig (Stand 2000). Die Bevölkerungszahl von Bettens belief sich 1850 auf 240 Einwohner, 1900 ebenfalls auf 240 Einwohner. Nachdem die Bevölkerung bis 1960 auf 167 Einwohner abgenommen hatte, wurde seither wieder eine deutliche Bevölkerungszunahme beobachtet.

## Wirtschaft
Bettens war bis in die zweite Hälfte des 20. Jahrhunderts ein vorwiegend durch die Landwirtschaft geprägtes Dorf. Noch heute hat der Ackerbau eine wichtige Bedeutung in der Erwerbsstruktur der Bevölkerung. Östlich des Dorfes gibt es ein ausgedehntes Kiesabbaugebiet. Weitere Arbeitsplätze sind im lokalen Kleingewerbe und im Dienstleistungssektor vorhanden. In den letzten Jahrzehnten hat sich das Dorf zu einer Wohngemeinde entwickelt. Viele Erwerbstätige sind deshalb Wegpendler, die vor allem im Grossraum Lausanne arbeiten.

## Verkehr
Die Gemeinde ist verkehrstechnisch gut erschlossen. Sie liegt an einer Hauptstrasse von Lausanne via Cheseaux-sur-Lausanne nach Orbe. Der Autobahnanschluss La Sarraz an der 1981 eröffneten A1 (Lausanne-Yverdon) ist rund 3 km vom Ort entfernt. Durch den Postautokurs, der von Echallens nach Chavornay verkehrt, ist Bettens an das Netz des öffentlichen Verkehrs angebunden.

## Geschichte
Auf dem Gemeindegebiet wurden Steinplattengräber aus der Burgunderzeit mit reichen Beigaben entdeckt. Die erste urkundliche Erwähnung des Ortes erfolgte 1141 unter dem Namen Betanis. Später erschienen die Bezeichnungen Betens (1142), Bectens (1149) und Beteins (1228). Der Ortsname geht auf den burgundischen Personennamen Beto, eine volkstümliche Form von Adalbert, zurück und bedeutet bei den Leuten des Beto.
In Bettens unterhielten die Chorherren des Grossen Sankt Bernhard seit 1145 ein kleines Priorat. Die weltliche Herrschaft oblag seit dem Mittelalter der Adelsfamilie von Bettens, die den Herren von Cossonay unterstand. Mit der Eroberung der Waadt durch Bern im Jahr 1536 kam Bettens unter die Verwaltung der Kastlanei Daillens in der Vogtei Moudon. Die Prioratsgüter wurden mit der Einführung der Reformation säkularisiert. Nach dem Zusammenbruch des Ancien Régime gehörte das Dorf von 1798 bis 1803 während der Helvetik zum Kanton Léman, der anschliessend mit der Inkraftsetzung der Mediationsverfassung im Kanton Waadt aufging. 1798 wurde Bettens zunächst dem Bezirk Echallens zugeteilt, 1803 kam es an den Bezirk Cossonay.

## Sehenswürdigkeiten
Die Kirche von Bettens wurde 1725 an der Stelle eines mittelalterlichen Gotteshauses erbaut, der Turm stammt von 1765. Das Schloss von Bettens, ein Herrensitz, wurde im frühen 18. Jahrhundert errichtet.